# Tomelilla konsthall

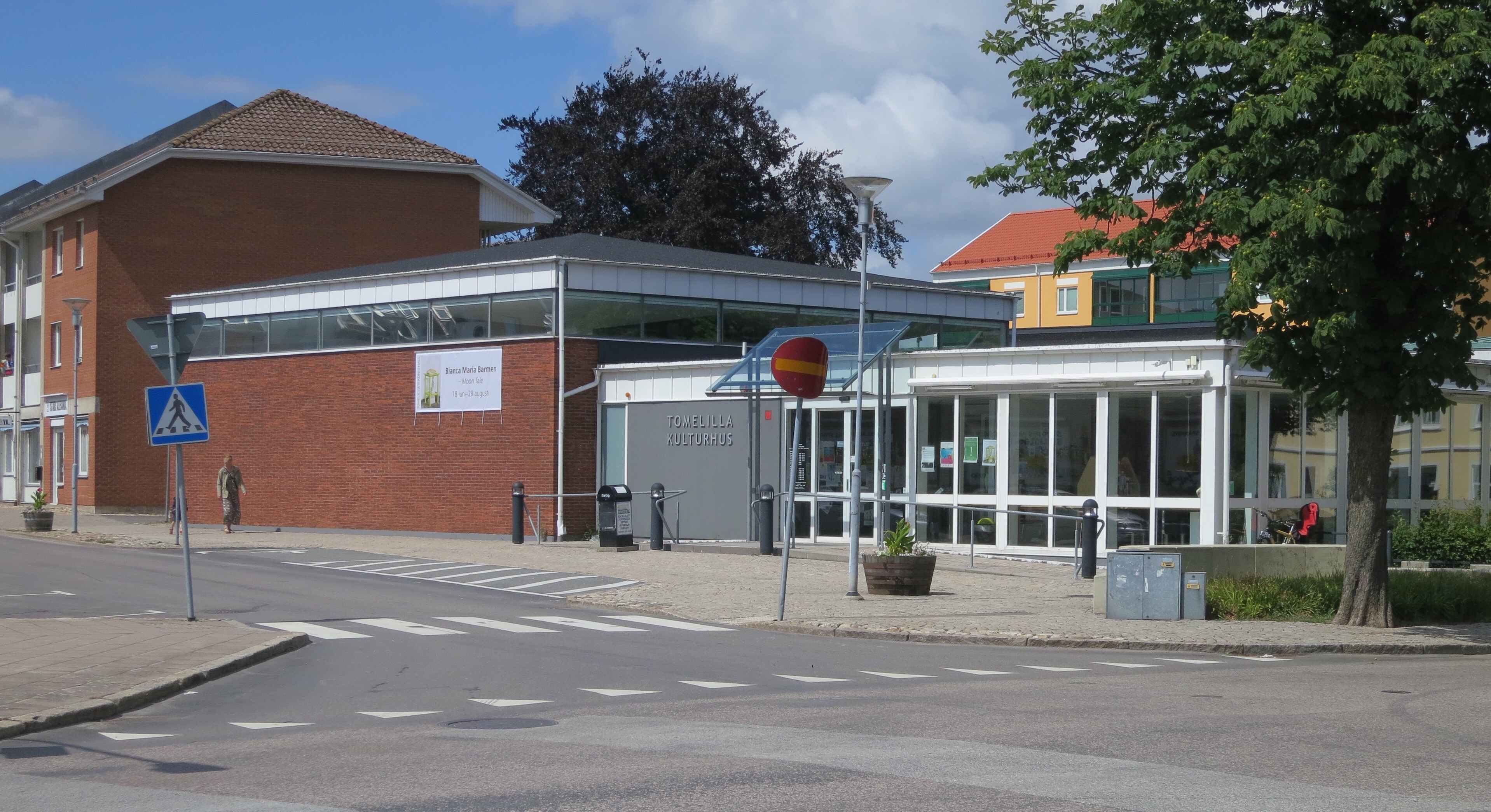
Tomelilla kulturhus med konsthall och bibliotek

Tomelilla konsthall byggdes 1965 och var en av Sveriges första konsthallar som byggdes ute på landsbygden. Arkitekter var Jan Löfqvist och Kurt Hultin från Malmö.
I samband med att kommunen byggde nytt bibliotek tillkom också konsthallen med hjälp av statliga medel. Landshövding Bengt Petri invigde byggnaderna och närvarade som hedersgäst gjorde Gustaf VI Adolf. Under 2007 och 2008 genomgick konsthallen renovering och tillbyggnad. Idag finns det förutom den stora hallen uppe även tre utställningsrum på nedre plan.